# 下因河谷鐵路
下因河谷鐵路（德語：Unterinntalbahn）是奧地利一條複線電氣化鐵路，是奧地利的幹線鐵路之一。此線起初以帝國及皇家北蒂羅爾州鐵路興建。此線由近德國邊境的奧地利城市庫夫施泰因開始，延續羅森海姆－庫夫施泰因鐵路，並沿因河河谷向西南方向橫越蒂羅爾州到達因斯布魯克火車總站。此線由奧地利聯邦鐵路持有和營運。

## 歷史
此線是奧地利西部的首條鐵路，在1858年11月24日啟用。1853年奧地利皇帝法蘭茨·約瑟夫一世下令開工。

## 新線

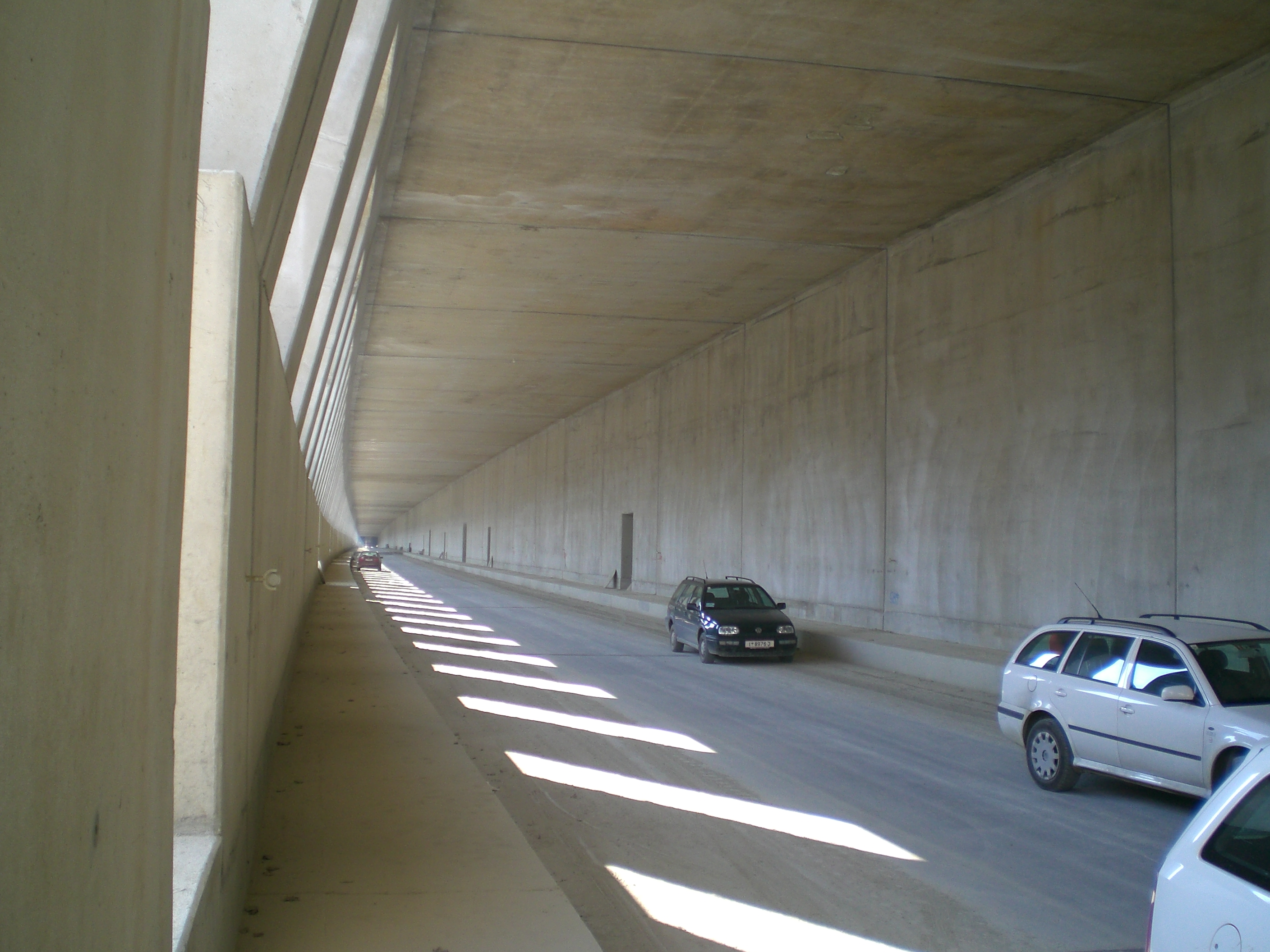
新下因河谷鐵路混凝土外殻

為了增加軌道容量和準備興建布倫納基線隧道，奧地利興建了一條平行高容量鐵路線，並在2012年12月9日啟用。此線大部分路段建於隧道內，以減少因河河谷的噪音污染。新路線以客貨混用設計，時速為250公里，安裝歐洲列車控制系統2級訊號系統。